# Webster University
Webster University is een Amerikaanse universiteit met vestigingen in diverse landen, waaronder Nederland. Webster University verzorgt in Nederland zowel bachelor- als masteronderwijs.

## Locaties
Webster University heeft een reeks campussen in de Verenigde Staten, gelegen op of bij militaire basissen en in stedelijke gebieden. Webster University heeft tevens veel internationale campussen, onder meer in Genève, Wenen, Leiden, Londen, Hamilton (Bermuda), Shanghai en Cha-am (Thailand).

### Nederland

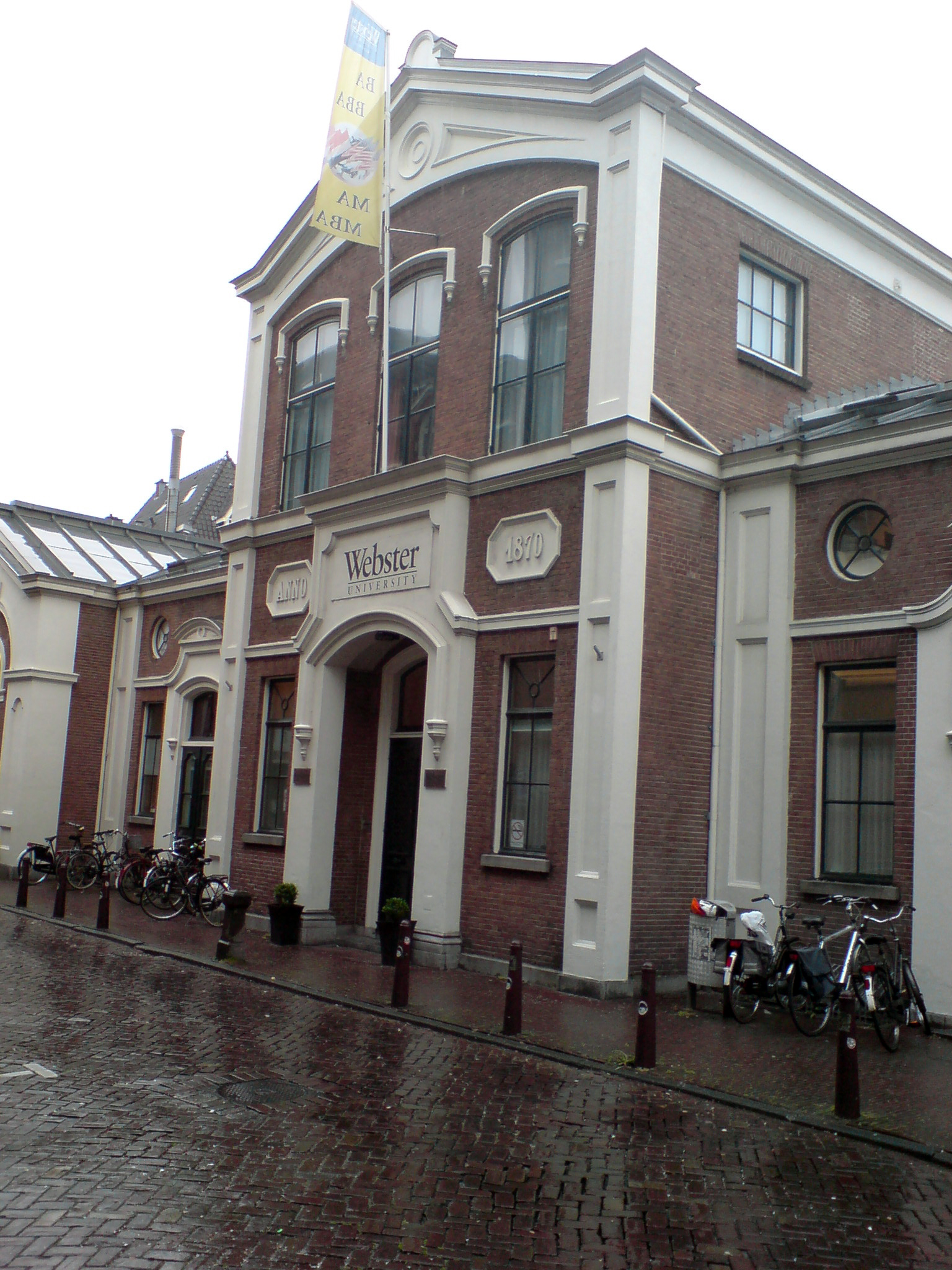
Gebouw van Webster Leiden Campus

Sinds 1983 is Webster Leiden Campus gevestigd in Nederland, aanvankelijk alleen in Leiden, maar later ook in Amsterdam (in het World Trade Center). Het hoofdgebouw van Webster University Leiden huist aan de Boommarkt 1 in Leiden. Dit gebouw heeft de status van rijksmonument.
Webster Leiden Campus (tot 2017: Webster University Leiden) verzorgt in Nederland zowel undergraduate (BA/BS) als graduate (MA/MBA) onderwijs volgens de Amerikaanse methode. De Nederlandse vestiging van Webster University richt zich voornamelijk op management, (internationaal) ondernemerschap, mediacommunicatie, kunstgeschiedenis, psychologie en sociale wetenschappen.
Webster University Leiden heeft ongeveer 400 ingeschreven studenten met meer dan 50 verschillende nationaliteiten. Het alumninetwerk van afgestudeerde studenten van Webster University Leiden telt meer dan 2.500 leden.
Webster University biedt sinds 1983 vanuit Leiden geaccrediteerd Amerikaans universitair onderwijs aan in Nederland. Na in 1923 in de VS te zijn geaccrediteerd, werd Webster University in 2008 door het Nederlandse Ministerie van OC&W erkend als instelling van hoger onderwijs en werd de Bachelor International Business & Management Studies- en Applied Behavioral and Social Sciences-programma's geaccrediteerd door de Nederlands-Vlaamse Accreditatieorganisatie (NVAO).
Bekende (oud-)studenten en docenten:
- Jan Hoek
- Maarten Houben
- Roelof van Laar
- Vanessa Lann
- Edwin de Roy van Zuydewijn

## Historie
De universiteit werd in 1915 opgericht in Webster Groves, een voorstad van Saint Louis, door de Zusters van Loretto. Aanvankelijk was de naam Loretto College, en er werden alleen vrouwen toegelaten. Het was een van de eerste universiteiten van de eerste rooms-katholieke vrouwenbond die ten westen van de Mississippi werd gevestigd. Wegens financiële problemen werd in 1962 besloten ook mannelijke studenten toe te laten. Vijf jaar later brachten de Zusters van Loretto de universiteit bij een Raad van beheer onder.
De mascotte van de universiteit is Gorlok. Deze werd in 1984 gemaakt door studenten. Er wordt gezegd dat Gorlok "klauwen van een snelle cheeta, hoorns van een woeste buffel, en het gezicht van de betrouwbare Sint-Bernard heeft."